# HEC Paris in Qatar
HEC Paris in Qatar és un campus reubicat de HEC Paris, ubicat a Doha, la capital de Qatar. És el resultat d'un acord entre HEC Paris, una escola de negocis líder a França, i la Qatar Foundation, una organització sense ànim de lucre creada el 1995 per l'Emir de Qatar Sheikh Hamad bin Khalifa Al Thani i la seva dona, Sheikha Moça bint Nasser.
Les instal·lacions de HEC Qatar estan ubicades a l'anomenada "Torre Tornado" al cor del centre financer "West Bay" de la ciutat de Doha.